# Ouranio toxo
Ouranio toxo (in lingua greca: Ουράνιο τόξο) è il sesto album della cantante greco-svedese Helena Paparizou, pubblicato il 15 dicembre 2017 su etichetta discografica Minos EMI.

## Tracce
1. Synepeis (Συνεπείς) – 3:09 (testo: Eleana Vrahalī – musica: Basti Becks, Mark Angelo)
2. Ouranio toxo (Ουράνιο τόξο; feat. Faith Erhe) – 3:43 (testo: Gabriel Russel, Issy Beats, Yannis Doxas – musica: Gabriel Russel, Issy Beats, Yannis Doxas)
3. Haide (Versione greca) – 3:40 (Phoebus)
4. An me deis na klaiō (Αν με δεις να κλαίω; feat. Anastasios Rammos) – 3:39 (testo: Anastasios Rammos, Pavlos Manolīs – musica: Anastasios Rammos, Diveno, Pavlos Manolīs)
5. Screen Test – 3:27 (testo: Gannīs Doxas – musica: Basti Becks, Mark Angelo)
6. Etsi ki etsi (Έτσι κι έτσι) – 4:11 (Dīmītrīs Xypolias)
7. Tōra ī pote (Ora o mai più) (Τώρα η ποτέ; con Tamta) – 3:56 (testo: Stavros Stavrou – musica: Dolcenera, Finaz)
8. Palia mou agapī (Παλιά μου αγάπη; feat. Mark Angelo) – 2:55 (testo: Gannīs Doxas – musica: Athīna Manoukian, Mark Angelo)
9. Agkaliase me (Αγκάλιασέ με) – 3:42 (testo: Fōntas Theodōrou – musica: Sōtīrīs Agrafiōtīs)
10. Everlasting Love – 3:32 (Gabriel Russel)
11. Ase me na fygō (Άσε με να φύγω; con Aleka Kanellidou) – 3:43 (testo: Nikos Ellīnaios – musica: Giōrgos Manikas)
12. Poso lypamai (Πόσο λυπάμαι) – 3:24 (testo: Vasilīs Spyropoulos, Panagiōtīs Papadoukas – musica: Kōstas Giannidīs)
13. Crazy Girl (With Swingin' Cats) – 2:28 (Mimīs Plessas)
14. To koritsi tou Maī (Venus) (Το κορίτσι του Μάη) – 2:21 (testo: Sevī Tīliakou – musica: Robbie van Leeuwen)
15. Ti einai avto pou to lene agapī (Τι είναι αυτό μου το λένε αγάπη; Versione pianoforte) – 1:44 (testo: Giannīs Fermanoglou – musica: Takīs Mōrakīs)
16. Otan aggeloi klaine (Όταν άγγελοι κλαίνε) – 3:04 (testo: Gannīs Doxas – musica: Amir Aly, Bobby Ljunggren, Henrik Wikström, Sharon Vaugh)
17. Misī kardia (Μισή καρδιά) – 3:52 (testo: Andy Nicolas, Gannis Dōxas – musica: Andy Nicolas, Chris Mazz)
18. Fiesta – 3:05 (testo: Dimitris Beris – musica: Teo Tzimas, Michalīs Tsaousopoulos)
19. Haide (Versione greca; Phoebux Remix feat. The Kemist) – 2:54 (testo: Phoebus, The Kemist, Markela Panagiōtou – musica: Phoebus)
20. Haide (Versione inglese) – 3:40 (testo: Markela Panagiōtou – musica: Phoebus)
21. Misī kardia (DJ Pantelis Remix) – 3:43 (testo: Andy Nicolas, Giannīs Doxas – musica: Andy Nicolas, Chris Mazz)

## Classifiche
| Classifica (2018) | Posizione massima |
| ----------------- | ----------------- |
| Grecia            | 1                 |